# Guno Kletter
Guno Benjamin Kletter (Paramaribo, 15 juni 1902 - datum overlijden onbekend)  was een Surinaams arts en politicus.

## Leven en werk
Kletter studeerde tot ongeveer 1930 aan de Geneeskundige School in Paramaribo. Hij was daarna onder andere tijdelijk-disctrictsgeneesheer in Groningen en Frederiksdorp, vervolgens districtsgeneesheer, en later gouvernementsgeneesheer. In 1946 vertrok hij naar Nederland waar hij medicijnen studeerde aan de Rijksuniversiteit Leiden en in 1950 promoveerde hij in Hamburg op het proefschrift Zur Frage der Pathogenität der Corynebakterien bei Wunddiptherie. Terug in Suriname hervatte hij zijn werk.
In september 1952 werd Kletter, hoewel hij niet verbonden was aan een politieke partij, benoemd tot landsminister van Sociale Zaken, Volksgezondheid en Immigratie. In april 1953 werd tegen Kletter een strafrechtelijk onderzoek ingesteld, nadat een vrouwelijke ondergeschikte een aanklacht tegen hem had ingediend wegens een poging tot vergrijp tegen de zeden.
Zijn zoon Guno Kletter jr., eveneens arts geworden, vertelde in een interview in 2011 dat het eigenlijk ging om een politiek spelletje om zijn vader kwijt te raken. Ze zouden een aantrekkelijke verpleegster op Kletter sr., die als een vrouwenliefhebber bekendstond, hebben afgestuurd. Kort daarop hervatte hij zijn werkzaamheden als gouvernementsgeneesheer bij 's Lands Hospitaal. Bij tussentijdse verkiezingen werd hij in juli 1953 namens de NPS verkozen tot Statenlid. Bij de verkiezingen van 1955 was de NPS de grote verliezer en daarmee raakte ook Kletter zijn parlementszetel kwijt.
Het is onduidelijk wanneer Kletter overleden is.